# وینوبا باوه
وینایاک نارهاری (انگلیسی: Vinayak Narahari) همچنین با نام وینوبا باوه (انگلیسی: Vinoba Bhave </img> )؛ ۱۱ سپتامبر ۱۸۹۵–۱۵ نوامبر ۱۹۸۲) فیلسوف، سیاستمدار، نویسنده، و فعال حقوق بشر و مدافع پرهیز از خشونت اهل هند بود. او که اغلب آچاریا (معلم سانسکریت) نامیده می‌شود، بیشتر به خاطر جنبش بهودان (Bhoodan Movement) شناخته می‌شود.

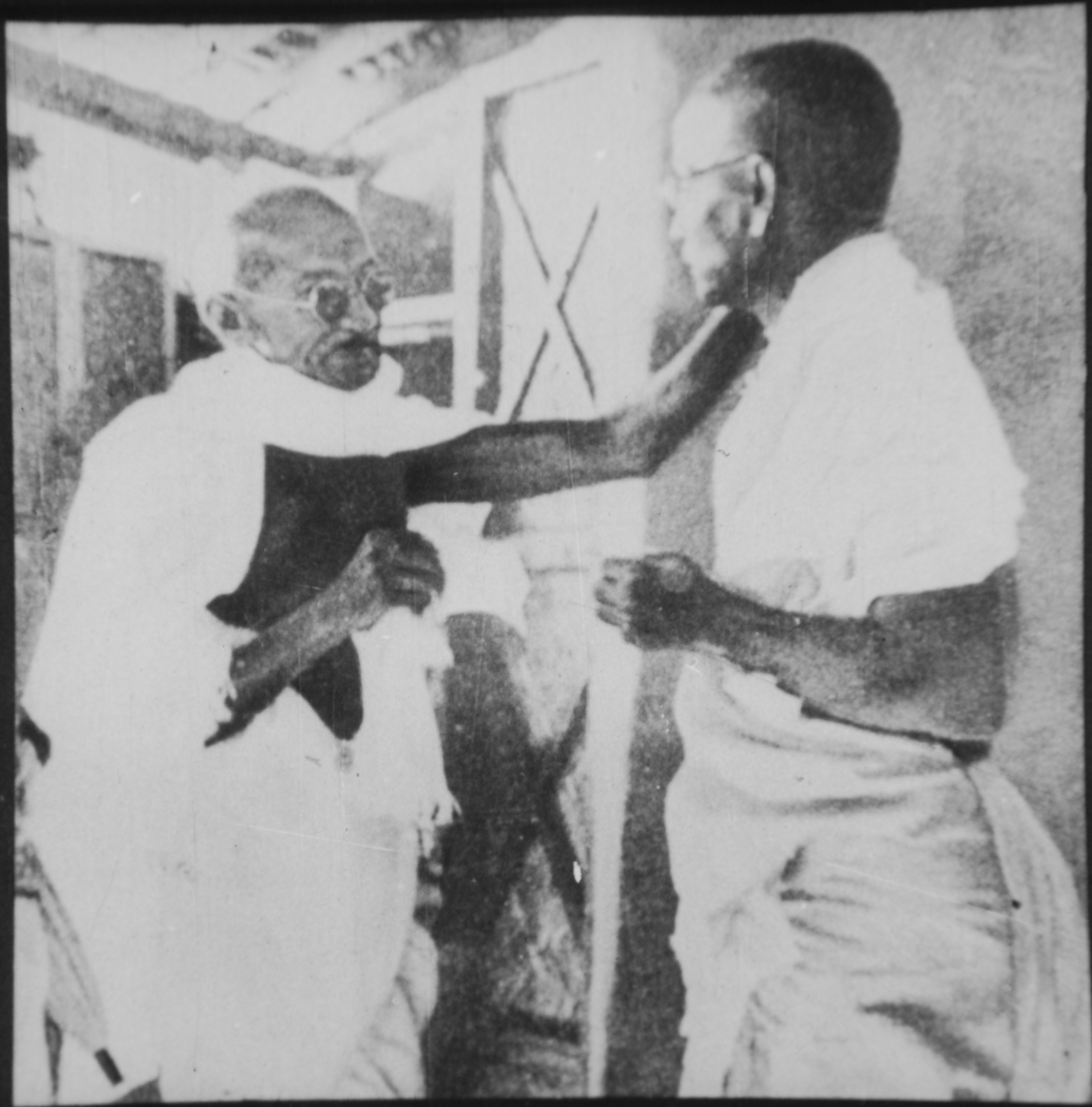
گاندی و باوه

جنبش بهودان توسط وینوبا باوه در آوریل ۱۹۵۱ آغاز شد. این جنبش به‌طور خودجوش در یک جلسه عصرانه در روستایی در آندرا پرادش متولد شد. جنبش بهودان که به «انقلاب بی‌خون» نیز معروف است، با متقاعد کردن افراد ثروتمندی که مقدار قابل توجهی زمین داشتند، از آن‌ها می‌خواست بخشی از زمین‌های خود را داوطلبانه به افراد بی‌زمین واگذار کنند. این جنبش اصلاحات ارضی داوطلبانه در طی شش سال، حدود ۱٫۹ میلیون هکتار زمین واگذار کرد.
او به عنوان معلم ملی هند و جانشین معنوی مهاتما گاندی در نظر گرفته می‌شود. او یک فیلسوف برجسته بود. گیتا توسط او با عنوان Geetai (به معنای مادر گیتا) توسط او به زبان مراتی ترجمه شده‌است.
وی همچنین برندهٔ جوایزی همچون بهارات راتنا و جایزه رامون مگسیسی شده‌است.